# Tibor Notin
Tibor Notin (* 1. prosince 1965) je bývalý český fotbalista, obránce.

## Fotbalová kariéra
V české lize hrál za FK Viktoria Žižkov. Nastoupil v 64 utkáních a dal 6 gólů. V Poháru vítězů pohárů nastoupil v roce 1994 v utkání proti Chelsea FC.

## Ligová bilance
| Ročník                          | Zápasy | Góly | Klub               |
| ------------------------------- | ------ | ---- | ------------------ |
| 1. česká fotbalová liga 1993/94 | 24     | 4    | FK Viktoria Žižkov |
| 1. česká fotbalová liga 1994/95 | 19     | 1    | FK Viktoria Žižkov |
| 1. česká fotbalová liga 1995/96 | 18     | 1    | FK Viktoria Žižkov |
| 1. česká fotbalová liga 1996/97 | 3      | 0    | FK Viktoria Žižkov |
| CELKEM                          | 64     | 6    |                    |